# Manual de Carreño
El Manual de Urbanidad y Buenas Maneras, conocido popularmente como Manual de Carreño, es un manual de urbanidad escrito por el venezolano Manuel Antonio Carreño, publicado por primera vez 1853. Esta obra contiene lecciones y consejos sobre cómo deben comportarse las personas en lugares públicos y privados, tales como el hogar, la familia, la escuela y el trabajo. En los últimos años, el mundo académico ha prestado nueva atención a los antecedentes de este tipo de texto en el mundo latinoamericano y su origen lejano en el Mundo Clásico.
Desde su primera edición y hasta la fecha, ha sido reimpreso y adaptado en numerosas ocasiones. De él provienen expresiones como: «hay que consultar el Carreño», para atender cuestiones de comportamiento personal y profesional. Este manual fue tan importante y conocido que se ha mencionado en algunas novelas. Por ejemplo, en la novela Como agua para chocolate, de Laura Esquivel.

## Origen de los manuales de urbanidad
En el siglo XIX, la mayoría de estos manuales estaban inspirados en ediciones francesas e inglesas. Sus lecciones se pudieron aplicar en la mayoría de los países, debido a que trataban lugares y situaciones considerados comunes. Por ejemplo: en la casa, la calle, un baile, con la familia.
En México, los utilizaban principalmente personas de clase media y alta. Cada manual está dirigido a distintos públicos según el sexo, la edad (niños o adultos) o para un público en general.
Estos manuales se utilizaban tanto en el hogar como en algunas escuelas. La mayoría estaban basados en la moral cristiana. Hacían énfasis sobre el control del cuerpo y fomentaron hábitos como la ayuda al necesitado y valores como la humildad.[cita requerida]
Tuvieron su auge a principios del siglo XX. Hoy en día, se conservan muchos de estos manuales que fueron pasados de generación en generación o que fueron heredados por las abuelas. En el caso del Manual de Carreño, se sigue publicando, y aunque ya no es tan usual consultarlo, algunas de sus normas siguen. Ejemplo: respetar a los padres, asearse antes de salir de casa, caminar sobre la acera y saludar.[cita requerida]
Los comportamientos y costumbres que se mencionan este manual, evidenciados en las películas de Hollywood adaptadas a este período, son recalcados constantemente como por ejemplo las películas del famoso transatlántico Titanic, naufragado en 1912. No obstante, algunos de los preceptos del Manual de Urbanidad de Carreño empezaron a ser severamente cuestionados, a partir de 1945 al finalizar la Segunda Guerra Mundial, con sus mortífero saldos.

## Estructura del libro

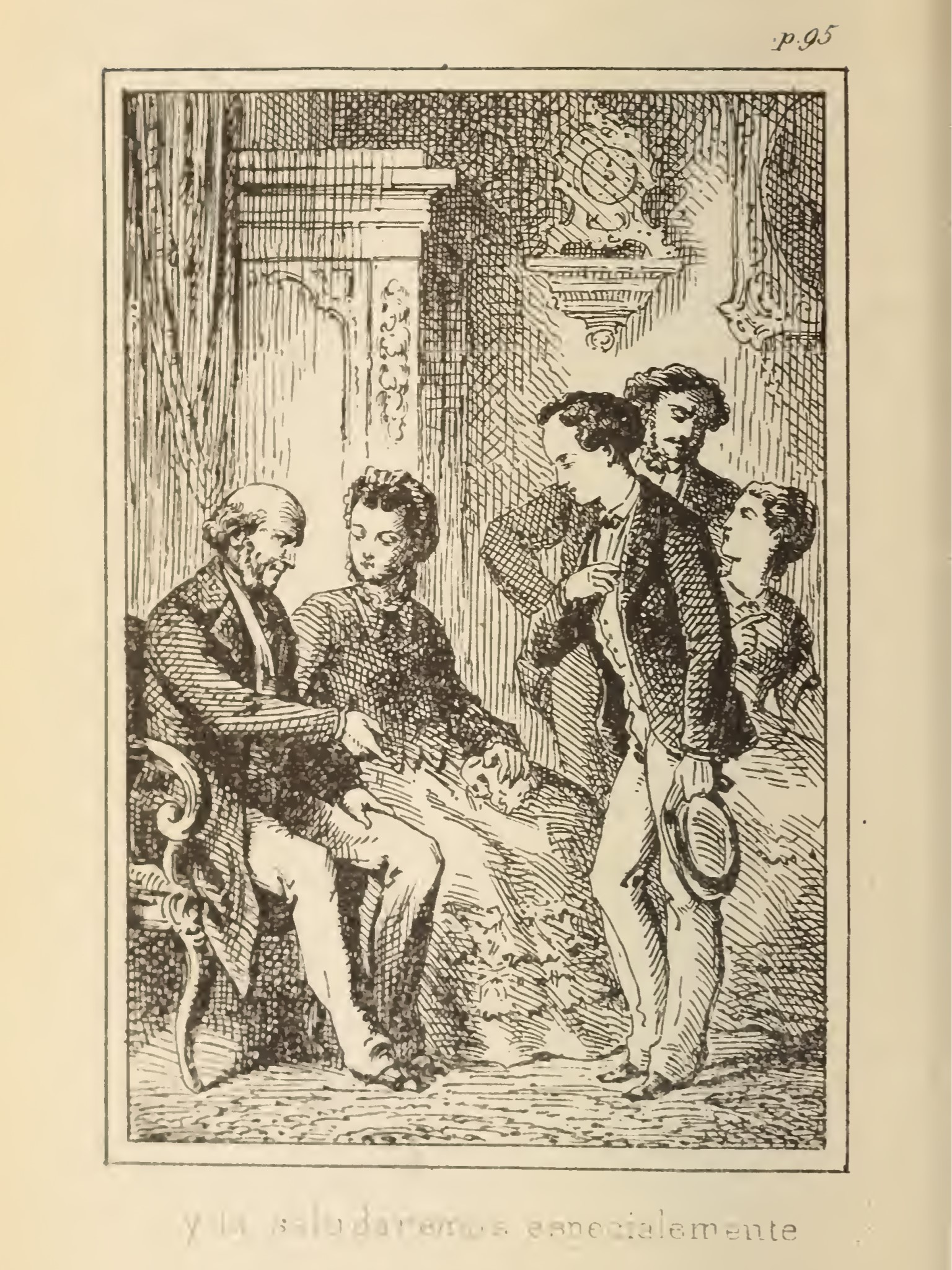
Saludo

El manual se divide en Deberes morales del hombre y Urbanidad. Cada uno contiene capítulos donde se dan a conocer las lecciones aplicables en distintas situaciones y espacios. También contiene subcapítulos donde se presenta y se jerarquiza lo contenido en el capítulo. Esta estructura facilita la lectura del manual, ya que si se necesitaba consultar un dato en específico, por ejemplo: modales en la mesa. No era necesario leer todo el manual, sino que, por medio de la consulta del índice, el lector encuentra lo que necesita en "Urbanidad". Al inicio de cada capítulo y subcapítulo, se justifica la existencia de esa regla y se concluye con la presentación de las normas. Algunas ediciones del manual contienen imágenes, que ilustran la norma o sugieren algún movimiento corporal adecuado para la situación. Por ejemplo, la postura para rezar.

## Capítulos de la edición de 1865
Títulos y capítulos que incluyó la edición de 1865:
- Deberes morales del hombre

Los deberes con Dios.
Los deberes con la sociedad: padres, patria y nuestros semejantes.
Los Deberes con nosotros mismos.

### Normas de urbanidad
- Capítulo 1: Principios generales.
- Capítulo 2: Del aseo: de nuestra persona, vestidos, de la habitación y para con los demás.
- Capítulo 3: Dentro de casa: al vestirnos, al levantarnos, con la familia y vecinos.
- Capítulo 4: Fuera de casa: la calle, el templo y casas de educación.
- Capítulo 5: Con la sociedad: las conversaciones, visitas, la mesa y la información con la cual se juega.
- Capítulo 6: Aplicaciones de la urbanidad

## El manual de Carreño hoy
Reimpresiones y adaptaciones
- Manual de urbanidad y buenas maneras para uso de la juventud de ambos sexos; en el cual se encuentran las principales reglas de civilidad y etiqueta que deben observarse en las diversas situaciones sociales; precedido de un breve tratado sobre los deberes morales del hombre de 1854: Publicado en Nueva York por D. Appleton & Company.
- Compendio del manual de Carreño 1875: Esta edición conserva el texto original, contiene algunas litografías y es posible encontrarlo en línea.[6]
- Últimas ediciones: una de ellas es la publicada por editorial Nueva Imagen, se encuentra con el nombre de Manual de Carreño. Urbanidad y buenas maneras. En esta edición se conservó el texto original, debido a que en lo esencial algunas de estas normas siguen siendo vigentes. Su aporte yace en que explica el contexto histórico bajo el cual surgieron muchas de las normas.
- Adaptaciones del siglo XX: una de ellas es el Manual de Carreño para niños de Gretel García y Eduardo Torrijos. En esta edición se busca por medio de cuentos fomentar los buenos modales y hábitos en los niños.
- Adaptaciones del siglo XXI: incluye nuevas entradas modernizadas, como la "netiqueta" o comportamiento en las redes sociales, las reglas para convivir en los medios de transporte, la oficina, los gimnasios, el uso del celular, la tenencia responsable de mascotas y otras.

## Otros manuales de buenas maneras
Ejemplos de manuales que se utilizaban en México en el siglo XIX:
- Educación de las madres de familia o de la civilización del linaje humano por medio de las mujeres (1870), de L. Aimé-Martin. (Francia)
- El manual de las mujeres (1881), de D. L. J. Verdollin.
- Cartas sobre la educación del Bello sexo, de P. Ackermann (México)
- El Manual de Roland Carreño, de Roland Carreño (Venezuela)
- El Manual de Carreño para Niños, de Gretel García, (México)